# Aulacosphinctes
Aulacosphinctes es un género extinto de cefalópodo ammonoide que vivió durante el Jurásico tardío y tuvo una distribución generalizada.
La concha es comprimida, cubierta por nervaduras fuertes, distintas y ampliamente bifurcadas, algunas simples, ninguna con tubérculos; el venter marcado por un surco profundo y persistente; orejeras bastante largas. Basado en el estilo de las nervaduras, Aulacosphinctes se incluye en el Himalayitinae, pero podría colocarse en el Beriasellinae. Aulacosphinctes se ha encontrado en los sedimentos del Jurásico Superior (Tithonian) en Argelia, África oriental, India, América del Sur y posiblemente California.
Los géneros relacionados incluyen Hemisphincites, Dickersonia, Durangites e Himalyites.